# Казандзидис, Стелиос
Стелиос Казандзидис (греч. Στέλιος Καζαντζίδης, 1931—2001) — известный греческий певец. Выступал в жанрах, традиционных для греческой народной музыки, был ведущим певцом лаики, любимым певцом греческой диаспоры. Сотрудничал со многими из ведущих композиторов Греции.

## Жизнеописание
Казандзидис родился в Неа-Иония, Афины, Греция. Он был первым из двух братьев в семье греческих беженцев из Малой Азии, нашедших убежище в Греции в результате греко-турецкой войны (1919—1922). Его мать на момент переезда говорила только по-турецки. Стелиос оказался сиротой в возрасте 13 лет, когда его отец, член греческого Сопротивления, был замучен до смерти. Это заставило Казандзидиса устроиться на работу в качестве носильщика багажа, на Площади Омония, а затем он работал в Международной автобусной компании, в качестве продавца жареных каштанов на открытых рынках и на текстильной фабрике в Неа-Ионии.
В 1952 году он сделал под лейблом Columbia первую запись песни Апостолоса Калдараса «Για μπάνιο πας», но продажи были плохими. Вторая песня, «Οι βαλίτσες» Янниса Папаиоанну, имела большой успех. Вскоре после этого к нему пришла известность. Летом 1957 года Казандзидис сотрудничает с Кэти Грей. Вместе они записывают хит «Απόψε φίλα με».
Следующие восемь лет (1957—1965) — самый плодотворный творческий период Казандзидиса. С 1961 года он начинает сотрудничество с Маносом Хадзидакисом и Микисом Теодоракисом, Леонтисом, Маносом Лоизосом. Его знакомство с Маринеллой переросло в блестящее сотрудничество.
В 1965 году, когда он был на пике своей карьеры, он решил больше не петь в ночных клубах, этого решения он придерживался до конца жизни, с тех пор Казандзидис пел только в студии. В течение двух лет, начиная с 1969 года, он вынужден был отказаться от записи песен из-за его проблем со звукозаписывающей компанией Minos EMI. Казандзидис пытается создать собственную звукозаписывающую компанию, «STANDAR», но попытка была неудачной.
В конце 1975 года выходит альбом «Υπάρχω». В 1976 году он перестал записываться. Через 12 лет, в 1987 году, он вернулся к записи, записывает альбом «Στο δρόμο της επιστροφής», продажи которого только в Греции достигли 200 000 копий. С тех пор он записывает много дисков, которые получают статус золотых. Среди них — концертная запись «Ενα γλέντι με τον Στελλάρα» и альбом из 4 дисков с песнями понтийских греков. В 1990-е годы активно сотрудничает с композиторами Стаматисом Спанудакисом и Антонисом Вардисом.
Любимым хобби певца была рыбалка. По его словам, именно в ней он находил забвение, покой и свободу.
Стелиос Казандзидис умер 14 сентября 2001 года после долгой борьбы с раком (у певца была опухоль мозга) и был удостоен чести государственных похорон, церемония транслировалась в прямом эфире греческого телевидения. Стелиос Казандзидис был похоронен на кладбище в Элевсине.

## Личная жизнь
Стелиос Казандзидис был дважды женат. Первой женой певца была Маринелла, но брак просуществовал недолго. Во второй раз он женился в 1982 году.

## Дискография
В течение своей артистической карьеры Стелиос Казандзидис исполнил более 2000 песен и записал 120 альбомов. Только одной компанией, MBI, начиная с 1990 года, было продано более 800 000 копий дисков. Если добавить постоянные продажи классического репертуара от Minos EMI, общее количество проданных копий за последнее десятилетие превышает два миллиона.